# Relaciones República del Congo-España
Las relaciones entre la República del Congo y España existen formalmente desde 1972. La República del Congo no tiene una embajada en España, pero dispone de un embajador plenipotente para asuntos con España en París, Francia. y de un consulado honorario en Madrid. España tiene una embajada no residente en Kinshasa, República Democrática del Congo, acreditada para asuntos de la República del Congo.

## Relaciones diplomáticas
Las relaciones entre ambos estados se formalizaron el 7 de diciembre de 1972 y aunque buenas, son de baja intensidad. Desde la visita del Ministro de Asuntos Exteriores Fernández Ordóñez en 1989, no ha habido más visitas españolas de alto nivel a la República del Congo. Por su parte, en 2008 el ministro congoleño de Asuntos Exteriores, Ikouébé, realizó una visita a Madrid.

## Relaciones económicas
Se observa una gran diversificación en el patrón de nuestras exportaciones que obedece a una falta de consolidación. De modo que las partidas de exportación van variando en función de oportunidades de negocio más o menos ocasionales. Normalmente, las cifras de exportación se han más que doblado desde los 20 millones de euros en el 2010. En 2013 se dejaría de importar grandes cantidades de petróleo, hecho que se refleja en la caída de las importaciones respecto al año 2012. Por otro lado, en 2013 y 2014, las importaciones se debieron principalmente a la compra de cobre, el cual supuso en 2014 un 93% respecto al total de importaciones. En 2015, las importaciones aumentaron considerablemente a consecuencia de las compras de crudo, hasta alcanzar los 210 millones de euros
En general, existe un interés creciente de empresas españolas por el mercado congoleño, debido a su fuerte crecimiento (6,8% del PIB en 2014) y aunque las exportaciones aumentaron en 2015, se espera que disminuyan en 2016 a consecuencia de la crisis de los precios del petróleo y por el escaso avance en la mejora del clima de negocios.
Según datos de la Secretaría de Estado de Comercio de España no ha habido ninguna inversión directa española en R. Congo ni de la R. Congo en España Hay que señalar que CESCE abrió su cobertura a la RC en el segundo semestre del 2015.